# Francis Pagnon
Francis Pagnon nacido el 7 de abril de 1950 en el territorio de Belfort fue un musicólogo francés fallecido el 11 de enero de 1990. Francis Pagnon era cercano a la crítica situacionista.

## Biografía
Francis Pagnon nació en el territorio de Belfort, en una familia obrera, pobre y violenta. Rompió pronto con ella pero nunca renegó de su origen social. Adquiere de forma autodidacta una cultura amplia (fue políglota, se interesó por la filosofía, fue músico) pero no concebía que esa cultura tuviese un uso que no fuese crítico y revolucionario. Evitando toda forma de integración social, tuvo como horizonte durante toda su vida el de derrocar el orden capitalista (como lo muestra su carta del 9 de septiembre de 1988 dirigida a Jean-Pierre Baudet desde el pueblo tailandés cercano a la frontera de Birmania donde vivió Pagnon).
Sobre el plan musical, y a pesar de una escolaridad ausente, Pagnon se forma en armonía y análisis musical bajo la tutela de Narcís Bonet que le reconoció un talento real en ese campo. Pagnon aprendió a tocar el piano durante cuatro años, componiendo canciones, pero su pasión dominante fue la obra de Richard Wagner. Pagnon consideraba que en la Tetralogía se encontraba la herencia del pasado revolucionario de Wagner, que fue amigo de Bakunin, y no aceptaba el rechazo del que sufre Wagner acusado de antisemitismo y pangermanismo con el pretexto que los nazis se habían apoderado de su música.
Pagnon vivió de forma precaria en Londres (donde se fugó antes de ser mayor de edad y de donde fue expulsado tras la expiración de su visado) y, más tarde, en Colonia. En Francia, vivió en Tours y en el XVIII Distrito de París.
Rechazando toda actividad profesional que pudiese ser considerada como burguesa, Pagnon vivió con escasos recursos económicos, y solo trabajó en condiciones miserables.
Desde temprana edad, Pagnon sufría de una parálisis del nervio auditivo que no paró de intensificarse y acabó condenándole a una sordera en constante aumento, cada vez más penible para un músico.
Su único libro publicado en vida, En évoquant Wagner, fue realizado en 1981 con el apoyo benevolente del editor Gérard Lebovici, que también era músico. Esta feliz constelación no se volvió a producir ya que en 1984, con la salud ya mermada, Pagnon propuso al mismo editor un manuscrito que no se pudo publicar.
En el conflicto que opuso en 1987 Jean-François Martos, Jean-Pierre Baudet y (clandestinamente) Guy Debord a l'Encyclopédie des Nuisances, Pagnon tomó posición con pasión en favor de los primeros citados.
Francis Pagnon era el perfecto ejemplo del despellejado vivo que no sabía modular su empatía hacia su entorno. Después de un largo periodo viviendo en un pueblo del norte de Tailandia (región de Chiang Mai), decepcionado por su impotencia ante la miseria local como ante la evolución de la sociedad en Francia, no sintiéndose a gusto en ninguna parte y cayendo en un alcoholismo severo, Francis Pagnon se quitó la vida por ahorcamiento el 11 de enero de 1990.

## Evocando a Wagner

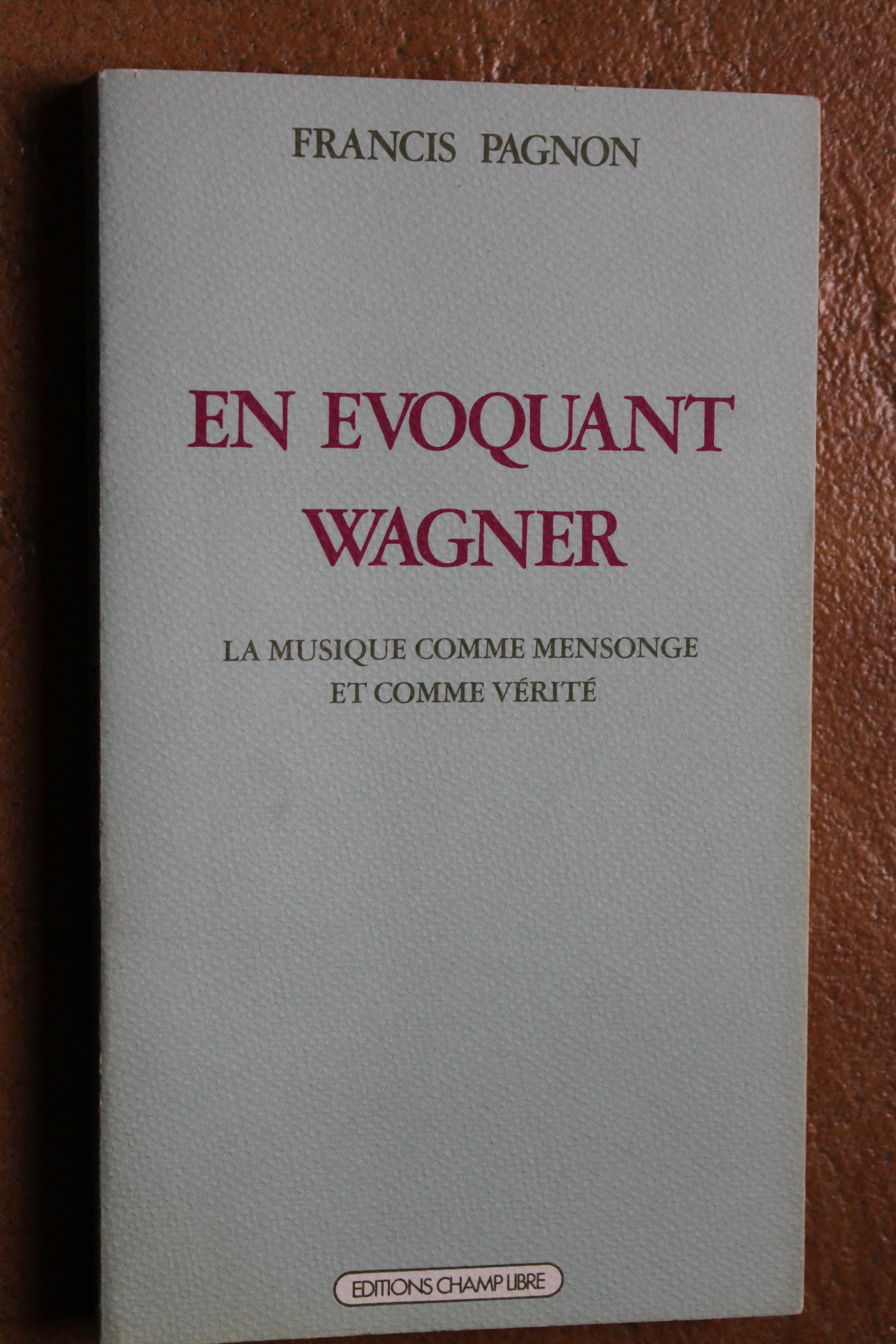
En Évoquant Wagner

Francis Pagnon es principalmente conocido por ser el autor de un importante estudio sobre Richard Wagner y la historia de la música cuyo título en francés es En Évoquant Wagner: La musique comme mensonge et comme vérité (en español, Evocando a Wagner: La música como mentira y como verdad) publicado por Champ Libre en 1981.
Este libro muestra el movimiento vivo de la historia que obra en la música, en especial en la música de Wagner. En dicho libro, Francis Pagnon propone una crítica política « de la música de masas en tanto que ideología totalitaria». Según el autor, la evolución musical ha sido liquidada y sometida a las necesidades de la actual organización social que Pagnon considera como retrógrada. La música moderna de masas, con su retorno al estado preindividual, satisface la ansia de aniquilación y no es nada más que la sumisión alucinatoria a la violencia infligida por una sociedad cuyo mantenimiento solo es posible a través de la coacción extendida a todos los aspectos de la vida.
El libro presenta una perspectiva histórica de las contradicciones de la música en la sociedad de clases contemporánea. El subtítulo del libro, La música como mentira y como verdad, hace referencia a la mentira de la música de masas y a la verdad revolucionaria que expresa la gran música, considerada por Pagnon como la única música auténtica, especialmente la de Monteverdi, Bach, Mozart, Beethoven, Debussy y, claro está, Richard Wagner.
Según Francis Pagnon, la música wagneriana rechaza y condena la sociedad capitalista en la que el desarrollo de la historia se ha vuelto imposible a causa de la producción sometida al ciclo perpetuo del valor de cambio. La lucha contra la vacuidad mercantil se desarrolla más allá de la música, la cual se convierte en estafa cuando niega la necesidad de esa lucha y cuando impone un ideal estético donde se compensan las atrocidades del mundo.
En su última esencia, la música de Wagner rechaza esa estafa: se enfrenta sin paliativos a su enemigo, es decir que lucha contra la tradición musical alienada producto de una situación social que solo existe a través del aplastamiento y el sufrimiento irracional del sujeto. El odio de Wagner hacia la sociedad burguesa y su cultura se ha trasladado a la composición musical. Es una música de la destrucción: revela el caos sobre el cual se ha erigido la barbarie civilizada y llama al aniquilamiento de este mundo burgués aborrecido.
La música wagneriana rompe el círculo de la no vida con la violencia de la vida potencial que exige pasar al acto. Todo lo que constituye su grandeza incita a la superación de la música, a su realización. En el momento en el que la sociedad mercantil se derrumba, el arte revela su contenido crítico que siempre había sido su verdad, ahora clarificada por el movimiento de la historia. Es el privilegio de esta época crepuscular el haber divulgado el enigma del arte antiguo. La música de Richard Wagner puede por fin mostrar lo que deseaba, y a lo que se ha dedicado.
Francis Pagnon era muy consciente de que su libro se oponía al musicólogo crítico más reputado, Theodor W. Adorno, y señalaba contrariamente a él, que Richard Wagner le parecía más subversivo que Mahler, Schönberg y Berg, a pesar de que le gustaban mucho. En cambio, a semejanza de Adorno, Pagnon detestaba el jazz.

### Recepción del libro
Guy Debord emite una opinión favorable sobre En Évoquant Wagner en una carta al editor Gérard Lebovici fechada del 25 de junio de 1980.

## Obras inéditas
Entre los diversos manuscritos de Francis Pagnon nunca publicados se encuentran traducciones de autores alemanes de teatro (Die Albigenser, de Nikolaus Lenau; Hinkemann, de Ernst Toller), un estudio titulado Lenau y el rechazo de la reconciliación, y estudios sobre la Metafísica de Aristóteles.